# 中国地震局人事教育司
中国地震局人事教育司，简称地震局人教司，是中国地震局直属的内设职能司。该司负责人事管理、机构编制管理、局属科研院所生源管理等工作，并直接管理防灾科技学院。

## 历史
1971年8月2日，中华人民共和国国务院决定调整原中国科学院下属的各地震研究部门，组建国家地震局，领导全国地震工作，开展地震观测、预报和科学研究。1994年，国务院办公厅印发国办发〔1994〕47号文件，设立“国家地震局人事教育司”，负责管理和指导地震系统行政管理体制和机构改革，并管理地震系统教育工作、机关人事和专家工作。
1999年，国务院办公厅在其印发的《中国地震局职能配置内设机构和人员编制规定》中，决定将国家地震局改组为“中国地震局”，同时设立“中国地震局人事教育司” 。2003年，根据中央机构编制委员会办公室的批复，人事教育司与科技发展司（国际合作司）合并为“人事教育和科技司（国际合作司）”。2010年，又重新组建“中国地震局人事教育司”，不再保留“人事教育和科技司（国际合作司）” 。

## 职能
中国地震局人事教育司包括12项职能，主要涵盖地震系统人事工作、机构编制管理、局属高等院校管理等方面。中国地震局人事教育司的具体职能如下，
- 指导地震系统干部人事制度改革和机构改革；
- 组织编制防震减灾人才发展规划；
- 拟订地震系统人事管理制度；
- 负责地震系统干部队伍宏观管理及省级地震局、局直属单位领导班子及后备干部队伍建设；
- 承办局管干部的考核、任免、监督，参与巡视工作；
- 负责系统参公人员管理；
- 管理系统机构编制、事业单位岗位设置、劳动工资、保险、奖励、人员招录、专技人员职称评聘和专家工作；
- 指导省级以下地震工作机构的相应工作；
- 负责公派出国留学人员选拔，管理干部因私出国（境）；
- 管理局属高等院校；
- 负责局机关干部人事工作。

## 业务
截至2018年，在人事人才管理方面，地震局人教司已起草了《中国地震局推进领导干部能上能下实施办法（试行）》《中国地震局党组管理干部年度考核实施细则》《中国地震局领导干部交流实施办法（试行）》《中国地震局挂职人员管理办法》《地震系统事业单位进人管理办法》《关于严肃中国地震局机关工作纪律的通知》《中国地震局培训管理办法（试行）》等11个制度、办法，其中部分文件已印发。该司同时形成工作事项清单58项，并绘制了17幅工作流程图。